# Neftejugansk
Neftejugansk (russisch Нефтеюга́нск) ist eine russische Stadt am Fluss Ob in Westsibirien im Autonomen Kreis der Chanten und Mansen/Jugra. Sie liegt in einem der wichtigsten Erdölfördergebiete Russlands und hat 122.855 Einwohner (Stand 14. Oktober 2010).

## Geschichte
Neftejugansk ist eine relativ junge Stadt. Sie entstand zunächst als Arbeitersiedlung nahe einem im Jahr 1961 entdeckten und ein Jahr später erschlossenen Ölfeld. Die Siedlung bekam den Namen Neftejuganski, abgeleitet von neft = Erdöl sowie Juganskaja Ob, dem Namen eines in der Nähe fließenden Seitenarms des Ob. 1966 wurde in der Siedlung das staatliche Erdölförderunternehmen „Juganskneftegas“ ins Leben gerufen, welches heute als Aktiengesellschaft besteht und zum russischen Erdölkonzern Rosneft gehört. Am 16. Oktober 1967 erhielt die expandierende Siedlung den Namen Neftejugansk und den Status einer Kreisstadt; sie ist seitdem Verwaltungszentrum des Rajons Neftejugansk.
Am 26. Juni 1998 wurde in Neftejugansk der damalige Bürgermeister Wladimir Petuchow erschossen. Die Staatsanwaltschaft sah einen Zusammenhang zu seinem Widerstand gegen korrupte Praktiken des Ölkonzerns Jukos von Michail Chodorkowski. Der Chef der Sicherheitsabteilung von Jukos wurde verurteilt, später klagte man auch Michail Chodorkowski wegen Mordes an.

### Bevölkerungsentwicklung
| Jahr | Einwohner |
| ---- | --------- |
| 1970 | 19.675    |
| 1979 | 52.393    |
| 1989 | 93.930    |
| 2002 | 107.830   |
| 2010 | 122.855   |

Anmerkung: Volkszählungsdaten

## Wirtschaft
Bis heute ist die Ölförderung der weitaus größte Wirtschaftszweig in Neftejugansk, statistisch wird hier jede siebte Tonne russischen Rohöls gefördert. Da der Großteil der Stadtbevölkerung in der sehr lukrativen Ölförderbranche beschäftigt ist, gehört Neftejugansk zu den reichsten Städten in ganz Russland; das Durchschnittseinkommen liegt weit höher als in den meisten anderen Regionen Russlands. Auch gilt die Stadt mit einem Durchschnittsalter der Bevölkerung von etwas über 30 Jahren als eine sehr „junge“ Stadt. Das Jahresbudget von Neftejugansk betrug 2007 rund 4 Milliarden Rubel (ca. 117 Millionen Euro).

## Söhne und Töchter der Stadt
- Oleg Kolodijtschuk (* 1988), Biathlet
- Julija Malzewa (* 1990), Diskuswerferin[3]